# 手をとりあって
「手をとりあって」（てをとりあって、英語: Teo Torriatte (Let Us Cling Together)）は、イギリスのロックバンド・クイーンの楽曲。作詞・作曲はブライアン・メイ。1976年に発売されたアルバム『華麗なるレース』の結びの曲として収録されている。

## 曲中の日本語詞

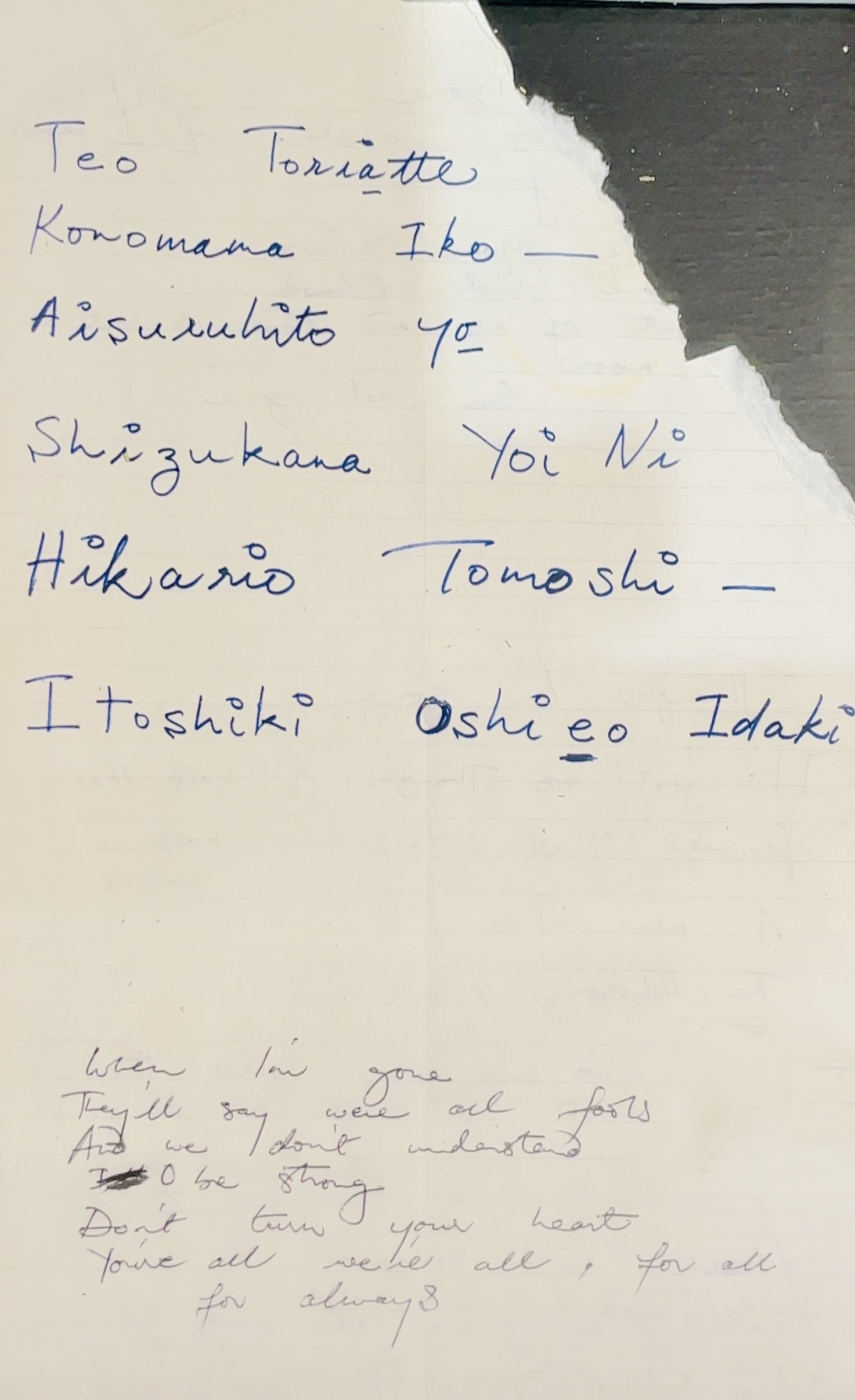
フレディによる直筆の歌詞

曲中では、同じ意味の歌詞が、英語と日本語の両方で歌われている。
英語
Let us cling together as the years go by,
Oh my love, my love,
In the quiet of the night
Let our candles always burn,
Let us never lose the lessons we have learned.
日本語
手を取り合って このまま行こう
愛する人よ
静かな宵に
光を灯し
愛しき教えを抱き
この部分は、来日時に通訳を担当していた鯨岡ちかが、ブライアン・メイの依頼を受け、英語の歌詞を翻訳して完成した。
なお、本作の正式なレコーディングが行われる前の1976年9月18日にハイド・パークにて開催されたフリーコンサートでの東郷かおる子の取材では、ロジャー・テイラーが「まだ内緒だけど、次に出すアルバムには、歌詞に日本語を交えた曲を入れる予定なんだ」と答えている。

## リリース
本楽曲は、1976年12月18日に発売された5thアルバム『華麗なるレース』のB面5曲目に収録された。1977年3月25日に日本限定でシングルカットされ、B面には「懐かしのラヴァー・ボーイ」を収録。本シングルは、オリコンで49位を獲得した。
本アルバムの翌々年に発売した7thアルバム『ジャズ』に収録されている楽曲「レット・ミー・エンターテイン・ユー」の中で、"We'll sing to you in Japanese"（俺達は日本語でも歌う）という歌詞がある。
2005年・2008年にそれぞれ発売された日本限定で発売されたベスト・アルバム『ジュエルズII』『クイーン・イン・ヴィジョン 2008 〜グレイテストTV&ムーヴィー・ヒッツ〜』には、ハイデフィニションミックスされた音源が収録された。
2011年には、東日本大震災の復興支援を目的としたチャリティーアルバム『ソングス・フォー・ジャパン』にも収録された。2020年1月15日に日本限定で発売されたベスト・アルバム『グレイテスト・ヒッツ・イン・ジャパン』の収録曲を決める投票では、3位にランクインした。

## ライブでの演奏
日本公演でも演奏されており、クイーン + ポール・ロジャースのライブ映像作品『スーパー・ライヴ・イン・ジャパン』には、2005年10月27日にさいたまスーパーアリーナで演奏したときの映像が収録されている。
クイーン + アダム・ランバートのライブでは、ブライアンがギターの弾き語りで、本楽曲を演奏している。2024年に日本で開催された「The Rhapsody Tour」では、アダム・ランバートも本楽曲を披露した。

## 収録曲
1977年版
1. 手をとりあって - Teo Torriatte (Let Us Cling Together)（ブライアン・メイ）
2. 懐かしのラヴァー・ボーイ - Good Old-Fashioned Lover Boy（フレディ・マーキュリー）

プロモーションCD（2005年版）
1. 手をとりあって (ハイ・ディフィニション・ミックス2005) - Teo Torriatte (Let Us Cling Together) High Definition Mix 2005)（ブライアン・メイ）

## 演奏
- フレディ・マーキュリー - リード・ボーカル
- ブライアン・メイ - ギター、ピアノ、ハーモニウム、エレクトリックピアノ、バッキング・ボーカル
- ロジャー・テイラー - ドラムス、パーカッション、バッキング・ボーカル
- ジョン・ディーコン - ベース

## 楽曲が使用された作品
CM
- 東芝「gigabeat」（2005年）

テレビ番組
- テレビ朝日系『マツコ&有吉 かりそめ天国』エンディングテーマ（2017年）
- フジテレビ系『F1総集編』エンディングテーマ（2007年）

スポーツイベント
- 2020年東京オリンピック開会式

## 収録アルバム
- 華麗なるレース
- グレイテスト・ヒッツ（日本盤に収録）
- ジュエルズII（ハイ・ディフィニション・ミックス2005）
- クイーン・イン・ヴィジョン 2008 〜グレイテストTV&ムーヴィー・ヒッツ〜（ハイ・ディフィニション・ミックス2005）
- クイーン・フォーエヴァー（デラックス・エディションに収録）
- グレイテスト・ヒッツ・イン・ジャパン

## カバー
本楽曲は、多くのアーティストにカバーされている。
- KOKIA - 2008年に発売したアルバム『Christmas gift』に収録。
- メイレイ - 2010年に発売したアルバム『The Masquerade』に収録。
- アンドレ・マトス - 2010年に発売したアルバム『Mentalize』に収録。
- 手嶌葵 - 2012年12月5日に配信限定で発売。IHIの企業イメージソングとして起用された[8]。

## 備考
- 2019年11月25日に出版されたアクマル・ナスリー・バスラルの小説作品「手を取り合って」（原題：Te o Toriatte〜Genggam Cinta）は、本楽曲に由来している[9]。